# Camille du Locle

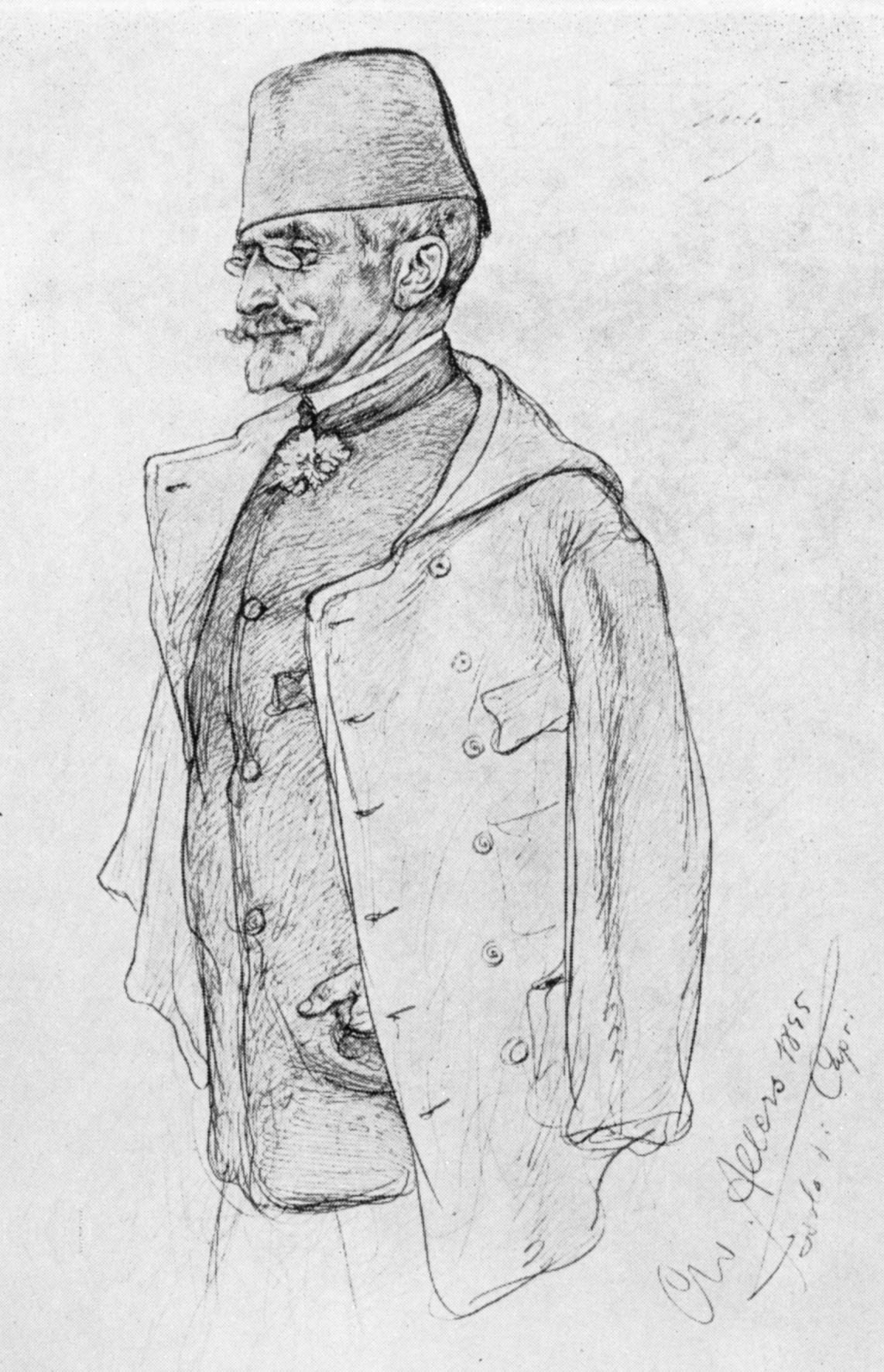
Schizzo che illustra du Locle

Camille du Locle (Orange, 16 luglio 1832 – Capri, 9 ottobre 1903) è stato un librettista, impresario teatrale e regista teatrale francese. È ricordato per aver messo in scena la prima dell'opera di Bizet Carmen (1875). 

## Biografia
Impresario teatrale, originario della Vaucluse, dal 1862 fu assistente del suocero Émile Perrin all'Opéra national de Paris, prima di trasferirsi nel 1870 all'Opéra-Comique, dove restò dal 1870 al 1874, a dirigere con Adolphe de Leuven. 
L'amicizia con il compositore Ernest Reyer lo portò a scrivere i libretti per due sue opere: Sigurd e Salammbô, quest'ultima tratta dal romanzo omonimo Salammbô di Gustave Flaubert.
Completò poi il libretto per il Don Carlo verdiano dopo la morte di Joseph Méry.
Sempre per Verdi, determinante fu il suo ruolo, tra il 1869 e il 1870, nella gestazione di Aida. In particolare fu mediatore con l'egittologo Auguste Mariette, primo ideatore del progetto. Nel 1876, in conseguenza del disaccordo finanziario con il compositore, du Locle si trasferì a Capri dove fece costruire Villa La Certosella, poi trasformata in albergo. Qui morì nell'autunno 1903. Di Verdi du Locle tradusse in lingua francese il Simon Boccanegra e La forza del destino.
Secondo Charles Pigot, du Locle ispirò il soggetto, il testo e la musica dell'opera di Bizet Djamileh. Come amico del compositore, fu tra coloro che lo accompagnarono nel suo ultimo viaggio: tenne un'orazione funebre in sua memoria prima della sepoltura nel cimitero di Père-Lachaise di Parigi.